# محمود قاسم
محمود قاسم (مواليد 8 سبتمبر 1987، لاعب كرة قدم إماراتي يجيد اللعب في الدفاع.

## مسيرة اللاعب
لعب سابقاً مع النادي الأهلي و نادي الشباب و نادي حتا ونادي الإمارات ونادي الذيد ونادي الحمرية ونادي التعاون.

## روابط خارجية
- محمود قاسم على موقع Soccerway.com (الإنجليزية)